# Jack's Heroes
"Jack's Heroes" är en sång skriven av Spider Stacy och inspelad av The Pogues & The Dubliners 1990. Den handlar om Republiken Irlands landslag i fotboll, då med Jack Charlton som tränare. I videon spelade de två grupperna fotboll mot varandra. Singeln nådde som högst 63:e plats på den brittiska 100-i-topp-listan.

## Listplaceringar
| Lista (1990)   | Topplacering |
| -------------- | ------------ |
| Storbritannien | 63           |

### Fotnoter
1. ↑  ”Listplacering”. Arkiverad från originalet den 25 maj 2012. https://archive.is/20120525194619/http://www.chartstats.com/release.php?release=17500. Läst 15 augusti 2011.